# Berkovitsa
Berkovitsa (en búlgaro: Берковица) es una ciudad de Bulgaria en la provincia de Montana.

## Geografía
Se encuentra a una altitud de 410 m s. n. m. a 91 km de la capital nacional, Sofía.

## Demografía
Según estimación 2012 contaba con una población de 13 039 habitantes.
|         | 2004   | 2005   | 2006   | 2007   | 2008   | 2009   | 2010   | 2011  |
| Mujeres | 7 560  | 7 439  | 7 421  | 7 324  | 7 268  | 7 220  | 7 123  | 6 799 |
| Varones | 7 210  | 7 021  | 6 961  | 6 865  | 6 792  | 6 697  | 6 598  | 6 480 |
| Total   | 14 770 | 14 460 | 14 382 | 14 189 | 14 060 | 13 917 | 13 721 | 13279 |